# Траубе, Фридрих Львович

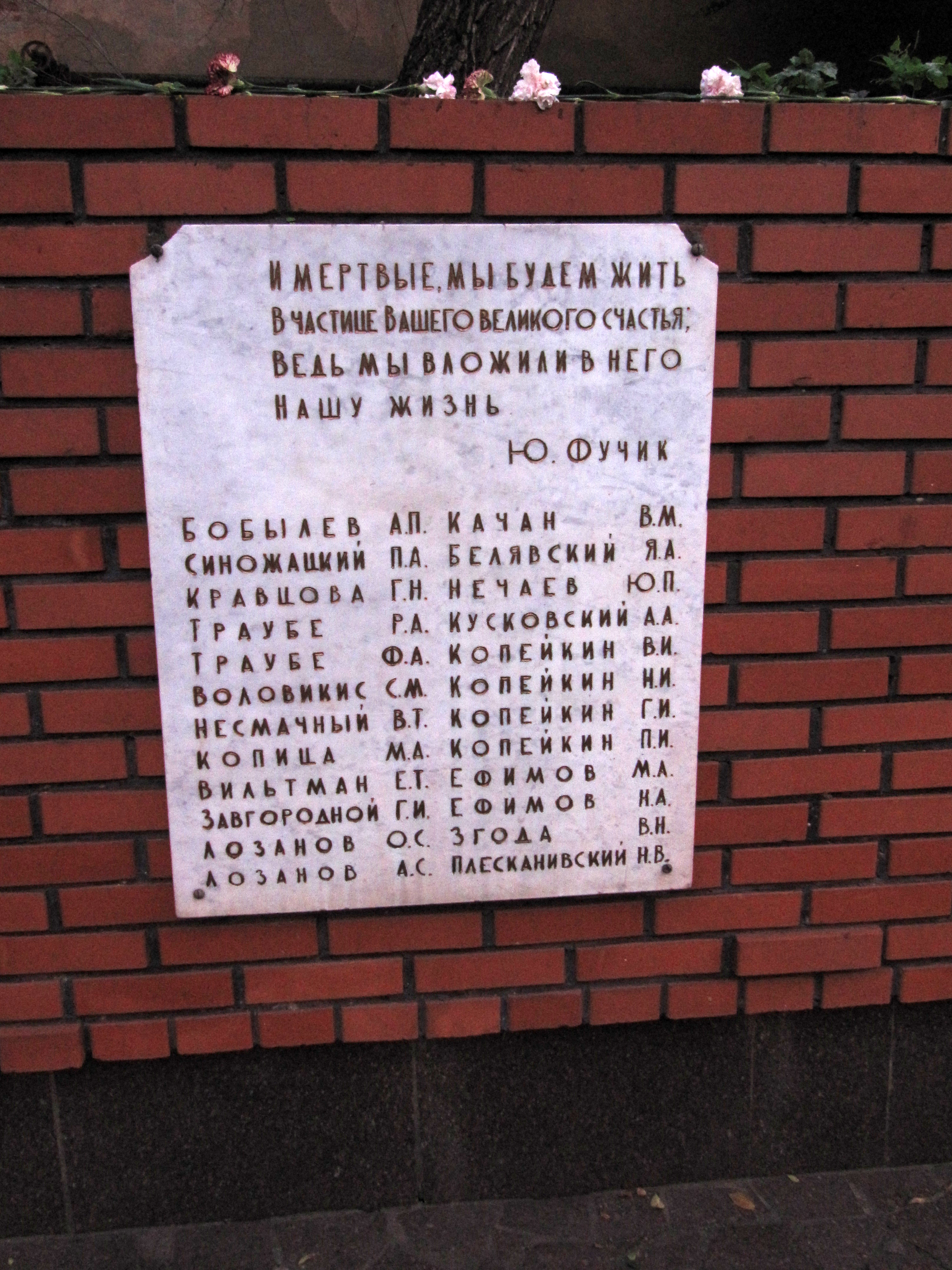
Имя на стеле учителям и учащимся гимназии № 8 (Кривой Рог)

Дорогой товарищ Курбатов! Получил Ваши стихи. В них много удачных строк. Я пошлю их в «Знамя». От души желаю Вам боевого счастья!
Уважаемая Вера Вениаминовна! Это был один из самых способных моих учеников… Жить поэтом и умереть героем — это дано не всякому.
Фридрих Львович Траубе (литературный и партизанский псевдоним Фёдор Курбатов; 22 февраля 1919, Екатеринослав — 22 июля 1943, Мясоедово, Курская область) — русский советский поэт.

## Биография
Родился 22 февраля 1919 года в Екатеринославе. Еврей. Назван отцом в честь Фридриха Энгельса. Отец, Лев Борисович Траубе — революционер, боец 1-й конной армии, видный горный инженер на Криворожье. Мать, Двойра Бениаминовна (Вера Вениаминовна) Хайт-Траубе (1891—?) — врач-педиатр и заведующая городской консультацией в Кривом Роге. Брат-близнец, Рафаил Львович Траубе, погиб на фронте в 1945 году.
С конца 1920-х годов в городе Кривой Рог, где в 1937 году окончил школу № 8. Посещал литературное объединение криворожской газеты «Красный горняк». Учился в Днепропетровском институте инженеров железнодорожного транспорта.
После окончания школы, поступает в Литературный институт имени А. М. Горького в Москве (педагог Илья Сельвинский). В институте друзьями становятся: Михаил Кульчицкий, Сергей Наровчатов, Борис Слуцкий, Павел Коган, Михаил Луконин, Анатолий Медников, близким другом был Платон Воронько и другие поэты и писатели.
После сдачи выпускных экзаменов, ушёл добровольцем на фронт, старший лейтенант. Вначале воевал в 22-м истребительном батальоне снайпером, автоматчиком, минометчиком, в котором из студентов Литературного института был создан «взвод поэтов», затем вместе с Платоном Воронько был заброшен в партизанский отряд, в составе которого воевал в лесах Подмосковья. По-дружески его называли «Федька-партизан». После выхода из окружения приезжал в Литературный институт. После окончания офицерской школы стал начальником полковой разведки, воевал командиром взвода пешей разведки в составе 468-го стрелкового полка 111-й стрелковой дивизии Воронежского фронта. Был представлен к ордену Ленина.
Погиб от пули снайпера 22 июля 1943 года, возглавив вместо погибшего командира штурмовую роту, в бою за село Мясоедово Белгородской области, во время битвы на Курской дуге. Похоронен в братской могиле в селе Мясоедово, на могиле установлен обелиск. За могилой ухаживают ученики Мясоедовской школы.

## Творчество
Писал с юности, в Кривом Роге посещал литературное объединение газеты «Красный горняк». Писал и во время войны, между боями читал бойцам свои стихи, рассказывал о своих учителях: Паустовском, Федине, Светлове, Луговском, Сельвинском. Стихи печатались в дивизионной газете «Во славу Родины», в центральной прессе, в сборниках Литературного института, звучали по центральному радио. Лучшие из них после войны были опубликованы в сборнике, посвящённом творчеству погибших студентов, изданы в сборниках «Друзьям» и «Стихи остаются в строю», письма вошли в сборник «Воспоминания о Литинституте».

### Произведения
- Второй фронт (поэма);
- Криворожье (поэма);
- Циолковский (поэма).

## Награды
- Орден Отечественной войны 1-й степени (10.10.1943, посмертно)[14];
- Медаль «За боевые заслуги» (24.04.1943)[15];
- Медаль «За отвагу».

## Память
- Памятный уголок и стела, посвящённая выпускникам, погибшим в Великой Отечественной войне в школе, где учился Фридрих;
- Экспозиция и личные вещи в Криворожском историко-краеведческом музее;
- Именем названы пионерские дружины Мясоедовской школы и Коноповской школы в Сибири;
- Учитель средней школы Красноярского края К. С. Наумова со своими учениками написала стихотворение «Письмо пионерам» о Фридрихе и Рафаиле;
- В 1983 году могилу и место гибели посетили ветераны 111-й стрелковой дивизии, в которой воевал Фридрих;
- Сергей Смирнов увековечил своего боевого друга в пьесе «Крепость над Бугом», назвав одного из героев Фёдором Траубе;
- Личное дело хранится в РГАЛИ в фонде Литературного института имени А. М. Горького (фонд 632, опись 1, единица хранения 2391). Там же хранится курсовая работа — поэма «Второй фронт»[16];
- Личный архив в течение многих лет собирал В. Хилькевич (Кривой Рог)[17];
- Именное дерево в Саду Поэтов в селе Крюковщина под Киевом[3];
- Воспоминания в книге Анатолия Медникова «В последний час»[18].